# ホルヘ・オテロ
ホルヘ・オテロ・ブサス（Jorge Otero Bouzas、1969年1月28日 - ）は、スペイン・ガリシア州ニグラン出身の元同国代表サッカー選手、現サッカー指導者。ポジションはディフェンダー。

## クラブ経歴
オテロはガリシア州ポンテベドラ県ニグランに生まれた。セルタ・デ・ビーゴのカンテラでサッカーキャリアをスタートさせ、1987年8月29日、ラ・リーガのRCDエスパニョール戦でトップチームデビューを果たした。この時18歳であり、以後5シーズン、セルタでレギュラーとして活躍する。
1994年夏、当時リーグ優勝を争うほどの力を持っていたバレンシアCFに移籍し、その翌シーズン、リーグ戦37試合に出場した。しかし、チームはリーグ準優勝に終わった。オテロは2005年、36歳で現役を引退するまでレアル・ベティスやアトレティコ・マドリード、当時2部だったエルチェCFでプレーした。

## 代表経歴
1993年9月8日、チリ代表との親善試合でスペイン代表デビューを飾った。また、1994年の1994 FIFAワールドカップ、1996年のUEFA EURO '96にもスペイン代表として参加している。しかし、いずれの大会も控え選手としての招集だったため、ワールドカップでは2試合に、EUROでは1試合にのみ出場した。
代表における最後の出場はEURO96のベスト16・フランス代表戦だった
。

## タイトル
セルタ
- セグンダ・ディビシオン : 1回 (1991-92)

アトレティコ・マドリード
- セグンダ・ディビシオン : 1回 (2001-02)